# Juno (protéine)
Pour les articles homonymes, voir Juno.
Juno, également connu sous le nom de récepteur de folate 4, récepteur de folate delta ou IZUMO1R, est une protéine qui, chez l'homme, est codée par le gène FOLR4. Juno fait partie de la famille des récepteurs de folate et est une protéine à ancre GPI fixée dans la membrane plasmique de l'ovocyte de mammifère. Dans le cadre de la fécondation, cette protéine reconnaît son homologue situé au niveau de la membrane plasmique du spermatozoïde, IZUMO1, et facilite la fusion des membranes des gamètes. La protéine doit son nom à Junon, la déesse romaine de la fertilité et du mariage.
Après la phase initiale de fécondation, les expériences montrent une diminution soudaine de la présence de Juno sur la surface de l'ovule. Ainsi Juno devient pratiquement indétectable après seulement 40 minutes,. Cependant, après fécondation par injection intracytoplasmique de spermatozoïdes, il n'y a pas de disparition de l'expression de Juno sur la membrane plasmique de l'ovocyte, ce qui suggère que Juno contribue au blocage de la polyspermie. Les souris dépourvues de Juno à la surface de leurs ovules sont stériles car leurs ovules ne fusionnent pas avec les spermatozoïdes normaux, démontrant ainsi le rôle essentiel de Juno dans la fertilité des souris femelles.

## Découverte
Sur la base d'une recherche d'homologie de séquence sur les gènes codant des protéines de la famille des récepteurs de folate, le gène du récepteur de folate 4 a été identifié pour la première fois chez la souris et l'homme en 2000 à l'Université du Nebraska.
En 2014, les chercheurs du Centre Sanger ont découvert la fonction du récepteur de folate 4 et ont également proposé que la protéine soit renommée en Juno. Initialement, Juno a été mise en évidence dans des ovocytes murins, mais son interaction avec Izumo a été observée ultérieurement chez d'autres espèces de mammifères, y compris les humains,,,. Jusqu'alors insaisissable, Juno a été découvert neuf ans après son homologue mâle, Izumo1.

## Structure 3D
La structure par cristallographie de Juno (PDB 5EJN a été rapportée en février 2016 par des chercheurs de l'Institut Karolinska, en collaboration avec le groupe du Centre Sanger.